# 전기공해
전기공해는 교류전기에 의해 발생되는 유해전기에너지이다.
전기공해란 현대 사회 광범위한 전기 사용과 각종 기기들의 사용 증가로 인해 발생되는 전자파를 포함한 전기공해를 통칭하는 말로써,
교류 전기에 의해 발생되는 전선 내 고조파,
서지, 노이즈, 과전류, 스웰, 새그 등이 만들어내는150KHz 이하의 유해전자파를 일컫는다.
최근 들어 각종 무선기기와 무선 통신의 발달로 전기공해의 위해성이 높아지고 있다.

## 유해성
전자파는 전자기의 진동에 의해 방출된 에너지라고 할 수 있는데 대기오염, 수질오염, 토양오염에 이어 제4의 공해라고 불릴정도로 생활과 밀접하다. 전기,전파를 사용하는 곳이면 어디든 존재하며 인체 내부의 분자들과 작용하면서 정상적인 대사를 방해하기도 한다.

## 주파수에 따른 분류
주파수에 따른 인체의 영향을 두 가지로 나눌 수 있다.
주파수가 높은 전자파(즉 마이크로파나 라디오파 정도의 전자기파들을 상대적으로 높다고 분류함, 기본 정의는 100kHz ~ 10GHz 이나 다양한 분야마다 정의되는 범위가 다름)는 열적작용을 일으키고 주파수가 낮은 전자파(1Hz ~ 100kHz)는 체내에서 전류가 전자기유도에 의해 유도되어 신경을 자극하는 자극작용을 일으킨다.
주파수가 높은 강한 전자파가 인체에 도달하면 전신 또는 신체의 일부의 체온이 상승하여 동시에 나쁜 영향을 주는 것이 열적작용이다. 열적작용에 대한 인체가 받는 영향에 대해선 이미 유해하다는 결론이 난 상태이나 극저주파, 즉 3kHz이하 정도의 주파수를 가진 전자기파에 의한 자극작용에 대해선 아직도 논란이 멈추지 않는다. 이런 미세한 전자기파에 의한 작용을 비열적 유해성이라고 정의하는데 세포 속 이온들의 농도 변화, 심장 박동수 변화 또는 뇌파 변화 등을 일컫는다. 신경계는 체내의 전기 및 화학적 신호를 전달하는 것에 있어 매우 섬세한 작업을 요구하는데 이러한 신경계가 전자기파로부터 영향을 받으면 스트레스, 심장질환, 또는 혈액의 화학적 변화를 유발할 수 있다. 그러나 이러한 현상들은 전자기파의 이론적인 동시에 실험적인 부분이며 실제 사람들이 일상생활에서 받고 있는 전자기파의 강도가 인체에 큰 영향을 줄지는 미지수이며 아직도 정확한 근거가 마련되지 못하고 있는 상황이다.

## 실험 사례
60Hz의 전자기파에 의해 T 림프구와 활동이 감소함을 보였고 T 림프구에서 채널을 통한 칼슘 이동이 3.9배 증가한 바 있다. 또한 1987년 Adey 박사는 저주파의 전자기장도 세포간의 신호전달을 담당하는 세포막의 수용기에 영향을 미치고 이러한 잘못된 신호가 세포의 잘못된 단백질 발현을 유발할 수 있다는 사실을 발견하였다. 즉, 세포막 표면에는 호르몬 및 신경전달체의 결합에 예민한 극성의 단백질 분자가 존재하는데 잘못된 신호전달이 단백질 발현에서 오류를 발생하게 하는 것이다. 이런 잘못된 단백질 발현이 암세포의 원인이 되는 것이다. 결론은 이런 미미한 전자기장도 생체의 중요한 과정에 영향을 주기에 경각심을 잃지 않아야 되겠다.

## 동물 실험 사례
몇 가지 동물 실험은 전자기파들이 앞서 말한 듯 생체리듬의 변화나 암 발생 뿐 아니라 생식 기능 또는 성장 및 발육에 영향을 미친다는 결론을 내리기도 했다. 슐츠만은 고압전선과 원숭이의 24시간 주기 리듬과 관련된 행동 변화에서 밀접한 관계가 있음을 밝혔고 Wilson은 쥐를 전자파에 노출시키자 밤에 멜라토닌과 송과선(간뇌 상부에 위치한 돌기)에서 분비되는 다른 호르몬들의 분비가 감소하는 현상을 발견하였다. 참고로 멜라토닌은 광주기를 감지하여 인체의 생체 리듬을 조절하고, 생식선 자극 호르몬의 분비를 억제한다. 또한 수면, 각종 암에 대한 억제 작용도 있으며 노화된 뼈를 다시 튼튼하게 해준다.
우리나라에서도 국립환경연구원, 한양대 등에서 전자파의 멜라토닌 생성량 감소에 대한 연구를 진행하였다.
고주파에 대한 연구는 암을 유발시킬 수 있는 가능성에 대해 가장 많은 연구가 이루어져 왔다. 폴란드의 슈미지엘스키나 워싱턴대의 Guy는 쥐를 통해 마이크로파가 암 발생을 증가시키는 것을 확인하였다.

## 전자파에 의한 인체의 영향
가장 논란이 되는 연구들은 역학조사에 의한 고압송전선 전자파에 의한 인체의 영향이다. 이런 연구들은 약 20~30년 전에 가장 많이 수행되었고 결과는 송변전소 주변에 살던 사람들의 발암률이 다른 지역보다 상대적으로 높다는 것이다.
2007년 WHO의 보고서에서는 전자장이 미약한 수준으로도 어린이 백혈병을 일으킬 수 있다는 내용을 처음 인정하였다. 많은 역학조사를 종합하여 해석한 결과이기에 우연이 아닐 것으로 추정되기 때문이다. 이 보고서는 WHO 전자파 프로젝트(EMF Project)가 전력설비 전자장이 건강에 끼치는 영향에 관한 내용이다. 이 보고서는 질병들의 예방조치에 대해서 중요시 여기고 있는데 전자파 노출을 줄이기 위한 방안을 시급히 마련하는 것이 합리적이라 제시하였다.

## 한계점
전자파의 영향에 대해 다루기에 앞서 실험에 사용되는 세포들은 실험관에서 배양되었으며 인체 속 복잡한 현상들을 반영했다고 볼 수 없으며 그대로 인체에 미치는 영향이라고 단정지을 수 없다. 또한 인간을 직접 실험대상으로 실험할 수도 없는 것이라 더욱 애매하다. 그리고 송전선에 의한 전자파의 영향은 보통 역학 조사를 사용하여 연구되었으므로 결국은 그리 정확하다고 볼 수 없다. 여러 실험들에 의해 전자파는 인체에 백해무익함을 알았으나 ‘과연 생활 속 전자파들이 인체에 영향을 미칠 것인가?’의 답은 학계에선 섣부르게 결론짓지 못하고 있다.